# ピエールフランチェスコ・キリ

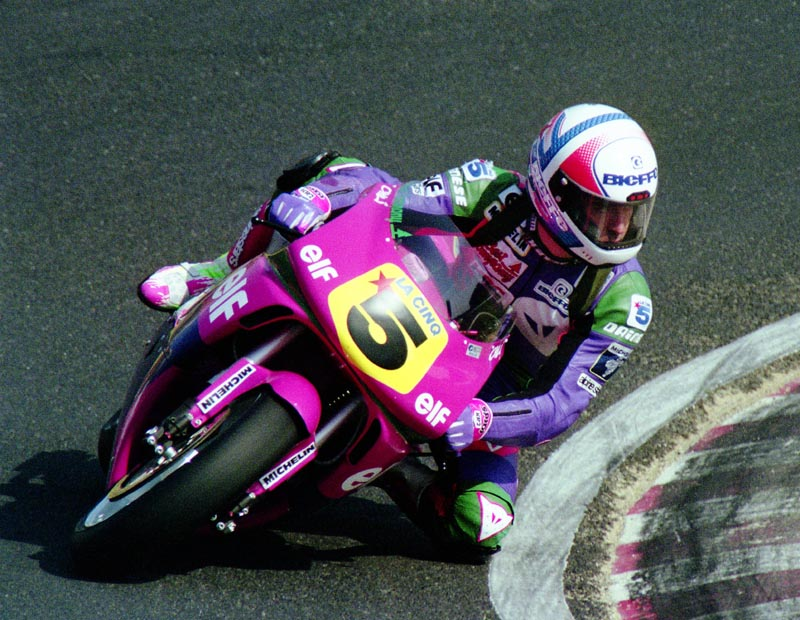
1990年日本GPにて

ピエールフランチェスコ・キリ (Pierfrancesco Chili, 1964年6月20日 - ) は、イタリア・ボローニャ出身の元モーターサイクル・ロードレースライダー。愛称は "フランキー" (Frankie)。ロードレース世界選手権、スーパーバイク世界選手権で長年活躍し、2006年シーズンをもって現役を引退した。

## 経歴

### 500ccクラスにデビュー
キリは1982年にレースを始める。1985年にロードレースヨーロッパ選手権125ccクラスのチャンピオンを獲得すると、翌1986年にはロベルト・ガリーナ率いるハーベー(HB)・スズキチームに抜擢され、いきなりロードレース世界選手権の最高峰500ccクラスにデビューすることになった。スズキは当時ワークス活動を休止しており、ヤマハ、ホンダが優位に立っていたが、キリはスズキ勢トップとなるシリーズランキング10位に入る活躍を見せた。
1987年からチームはマシンをホンダにスイッチした。最新型のV型4気筒マシン・NSR500ではなく、V型3気筒のNS500だった。パワー不足に苦しみながらも、開幕戦鈴鹿で4位入賞、第8戦ル・マンでは2位表彰台に立つなどの活躍を見せ、47ポイントを獲得、シリーズランキングでは8位に食い込んだ。
翌1988年にはNSR500を手に入れ、コンスタントに上位入賞が望めるようになった。表彰台の獲得こそ叶わなかったものの、110ポイントを獲得、シリーズランキングは9位だった。

### GP初優勝
1989年はキリにとって500ccクラスのベストシーズンとなった。第5戦ミサノで初優勝を飾ったが、これは複雑な状況下で得た勝利だった。
レース前、ライダーたちはミサノの路面が非常にスリッピーであり、雨が降れば非常に危険だと述べていた。路面はドライだったが暗雲が立ちこめる中、ケビン・シュワンツをポールポジションにレースはスタートした。キリはうまくスタートを決めてホールショットを奪ったが、その後はシュワンツ、ウェイン・レイニー、クリスチャン・サロンの3名がリードする展開となった。間もなく雨が降り出したため、シュワンツは手を挙げてアピール、レースは中断された。
トップライダーたちはミーティングを開き、ウェットコンディションでのレース再開の前にプラクティスセッションが必要だとの結論を出した。しかしオーガナイザーはこの要求を受け入れなかったため、ワークスライダーはほぼ全員がレースをボイコットすることになった。地元イタリアのキリは他のライダーを説得したが出場を得られず、キリの所属するハーベー・チームだけはレースへの出場を決定した。
ハーベー・チームと、下位のプライベーターによる2ヒート目のレースが再開された。どしゃ降りのコンディションの中、スタンドからはエディー・ローソンが皮肉たっぷりに声援を送り、クリスチャン・サロンが投げキッスを送るという奇妙な状況となったが、キリは後続に30秒以上の差を付けて優勝を遂げた。
この年の表彰台はこのレースだけとなったが、上位での完走をコンスタントに続け、シリーズランキングでは6位に入った。
翌1990年はLa Cinq ROCチームに移籍し、第2戦ラグナ・セカでは3位表彰台を獲得するなど活躍していたが、第9戦スパでの転倒で腕を骨折し、シーズン後半に長期欠場を余儀なくされ、シリーズランキングは11位に終わった。

### 250ccクラスへ
1991年シーズンより、キリは250ccクラスに戦いの場を移し、バレージ・レーシングチームでアプリリアを駆ることになった。第9戦アッセンでクラス初優勝を遂げ、シリーズランキングでは7位に入った。
翌1992年はキリにとってGPでのベストシーズンとなった。新たにマッシミリアーノ・ビアッジをチームメイトに迎えたこのシーズン、キリはシーズン3勝を挙げ、ルカ・カダローラ、ロリス・レジアーニに次ぐシリーズランキング3位の成績を収めた。ちなみにチームメイトのビアッジは1勝でシリーズ5位だった。またこの年の第4戦ヘレスでは、レースが残り1周の時点でキリは2位を走行していたが、周回数を勘違いしてしまい、ファイナルラップなのにスローダウンしてガッツポーズを見せてしまった。この痛恨のミスによって、キリはほぼ手中に収めていた表彰台を逃してしまうことになった。
1993年、チームはマシンをヤマハにスイッチし、チームメイトには前年の全日本ロードレース選手権チャンピオンのルーキー、原田哲也を迎え、チーム名は「テルコール・ヤマハ・バレージ」として、TZ250Mを駆ってシーズンを戦った。原田が4勝を挙げてチャンピオンを獲得した一方、キリは安定してポイント圏内での完走を続けたものの、比較的下位でのフィニッシュが多く、シリーズランキングは10位に終わった。
1年間の休養の後、1995年にはワイルドカード枠でムジェロでの1戦のみ、カジバを駆って500ccクラスのレースに参戦した。3番グリッドからスタートし、10位で完走を果たしたこのレースが、キリのGPでの最後のレースとなった。

### スーパーバイク世界選手権
また1995年からは、スーパーバイク世界選手権に、Gattoloneチームでドゥカティ・916を駆って参戦を開始した。デビューイヤーには、第4戦モンツァの第2レースで初優勝を果たし、シリーズランキングでは8位に入った。1996年には2勝を挙げてシリーズ6位、1997年は3勝でシリーズ7位となった。
1998年にはワークスチームのドゥカティ・コルセに移籍を果たし、この年がキリにとってのSBKベストシーズンとなった。シーズン5勝を挙げ、シリーズランキングでは4位を記録した。またこの年の第9戦アッセンでの第2レースでは、ファイナルラップに同じドゥカティ(チームは別)のカール・フォガティにコーナーでインに飛び込まれ、キリは転倒してしまった。これに腹を立てたキリはレース後にピットでフォガティに殴りかかる騒動を起こしてしまった。
1999年からはアルスター・スズキチームに移籍し、GSX-R750を駆ることになった。キリはシリーズ2勝を挙げ、スズキとしては過去最高となるシリーズ6位という成績を残した。翌2000年にはさらに成績を伸ばし、自身2度目となるシリーズ4位となった。2001年にはライバル勢とのマシンのパフォーマンスの差に苦しみながらも、1勝を挙げてシリーズ7位となった。
2002年にはNCRチームに移籍し、再びドゥカティのマシンを駆ることになった。シーズン前半は怪我による欠場などでノーポイントのレースが続き、中盤には持ち直してなんとかランキング8位には入ったものの、デビュー以来初めてとなる1勝もできなかったシーズンとなった。
2003年にはPSG-1チームに移籍したが、マシンは前年と同じドゥカティ998RSだった。移籍初年度はシリーズ7位、2004年にキリは40歳を迎えたが、1勝を挙げてシリーズ5位という安定した成績を残した。
2005年にはKlaffiホンダチームに移籍し、20歳年下のルーキー、マックス・ノイキルヒナーをチームメイトにCBR1000RRを駆ることになった。安定してトップ10圏内での完走を続け、チームメイトより上位となるシリーズ10位でシーズンを終えた。

### 現役引退
2006年には D.F.X. Treme チームに移籍。マシンは引き続きCBR1000RRで、ミシェル・ファブリツィオのチームメイトを務めた。4月にミサノで行われた公式テストで、キリは骨盤と肋骨を折る重傷を負ってしまった。3戦欠場した後にレース復帰を果たしたが、第8戦ブランズハッチで、42歳のキリはこのシーズン限りでの現役引退を発表した。
20年以上の間、キリは世界の第一線で戦い続け、スーパーバイク世界選手権で樹立した276レース出走という記録は、引退当時の最多記録だった(のちにトロイ・コーサーが記録を更新している)。
2009年現在、キリはガンダリーニ・レーシングのスポーティングディレクターを務め、マシンはドゥカティ・1098R、ライダーにヤコブ・シュムルツとブレンダン・ロバーツという体制でスーパーバイク世界選手権に参戦している。

## 戦績

### ロードレース世界選手権
1969年から1987年までのポイントシステム
| 順位     | 1  | 2  | 3  | 4 | 5 | 6 | 7 | 8 | 9 | 10 |
| ポイント | 15 | 12 | 10 | 8 | 6 | 5 | 4 | 3 | 2 | 1  |

1988年から1992年までのポイントシステム
| 順位     | 1  | 2  | 3  | 4  | 5  | 6  | 7 | 8 | 9 | 10 | 11 | 12 | 13 | 14 | 15 |
| ポイント | 20 | 17 | 15 | 13 | 11 | 10 | 9 | 8 | 7 | 6  | 5  | 4  | 3  | 2  | 1  |

1993年以降のポイントシステム
| 順位     | 1  | 2  | 3  | 4  | 5  | 6  | 7 | 8 | 9 | 10 | 11 | 12 | 13 | 14 | 15 |
| ポイント | 25 | 20 | 16 | 13 | 11 | 10 | 9 | 8 | 7 | 6  | 5  | 4  | 3  | 2  | 1  |

(key) （太字はポールポジション、斜体はファステストラップ）
| 年     | クラス | チーム                         | 車両   | 1      | 2      | 3      | 4      | 5      | 6      | 7      | 8      | 9      | 10     | 11    | 12     | 13     | 14    | 15     | ポイント | 順位 | 勝利数 |
| ------ | ------ | ------------------------------ | ------ | ------ | ------ | ------ | ------ | ------ | ------ | ------ | ------ | ------ | ------ | ----- | ------ | ------ | ----- | ------ | -------- | ---- | ------ |
| 1986年 | 500cc  | HB-スズキ                      | RG500  | ESP 14 | NAT 7  | GER 16 | AUT 9  | YUG NC | NED -  | BEL 6  | FRA NC | GBR -  | SWE -  | RSM - |        |        |       |        | 11       | 10位 | 0      |
| 1987年 | 500cc  | HB-ホンダ                      | NS500  | JPN 4  | ESP 11 | GER 6  | NAT 7  | AUT 10 | YUG 6  | NED 9  | FRA 2  | GBR 12 | SWE NC | CZE 9 | RSM NC | POR 7  | BRA 9 | ARG 9  | 47       | 8位  | 0      |
| 1988年 | 500cc  | HB-ホンダ                      | NSR500 | JPN 14 | USA NC | ESP 7  | EXP -  | NAT 6  | GER 6  | AUT 5  | NED 6  | BEL 8  | YUG 11 | FRA 8 | GBR 8  | SWE 9  | CZE 4 | BRA 7  | 110      | 9位  | 0      |
| 1989年 | 500cc  | HB-ホンダ                      | NSR500 | JPN NC | AUS NC | USA 7  | ESP 6  | NAT 1  | GER 4  | AUT 6  | YUG 9  | NED 5  | BEL 6  | FRA 6 | GBR 9  | SWE 7  | CZE 5 | BRA NC | 122      | 6位  | 1      |
| 1990年 | 500cc  | ロセット エルフ-ホンダ         | NSR500 | JPN 7  | USA 3  | ESP 5  | NAT NC | GER NC | AUT 4  | YUG NC | NED 8  | BEL -  | FRA -  | GBR - | SWE -  | CZE -  | HUN - | AUS 9  | 63       | 11位 | 0      |
| 1991年 | 250cc  | イベルナ バレージ-アプリリア   | RSV250 | JPN 17 | AUS 6  | USA NC | ESP 5  | ITA 3  | GER NC | AUT 4  | EUR NC | NED 1  | FRA 4  | GBR - | RSM 8  | CZE NC | VDM 7 | MAL 8  | 107      | 7位  | 1      |
| 1992年 | 250cc  | テルコール バレージ-アプリリア | RSV250 | JPN 5  | AUS NC | MAL 3  | ESP 6  | ITA NC | EUR 6  | GER 1  | NED 1  | HUN NC | FRA 2  | GBR 1 | BRA NC | RSA 3  |       |        | 119      | 3位  | 3      |
| 1993年 | 250cc  | テルコール バレージ-ヤマハ     | TZ250  | AUS 10 | MAL 9  | JPN 7  | ESP 12 | AUT 8  | GER 7  | NED 8  | EUR NC | RSM 8  | GBR 4  | CZE 8 | ITA 8  | USA 6  | FIM 8 |        | 106      | 10位 | 0      |
| 1995年 | 500cc  | カジバ                         | GP500  | AUS -  | MAL -  | JPN -  | ESP -  | GER -  | ITA 10 | NED -  | FRA -  | GBR -  | CZE -  | BRA - | ARG -  | EUR -  |       |        | 6        | 27位 | 0      |

| シーズン | クラス | バイク     | 出走 | 優勝 | 表彰台 | PP | FL | ポイント | シリーズ順位 |
| -------- | ------ | ---------- | ---- | ---- | ------ | -- | -- | -------- | ------------ |
| 1986年   | 500cc  | スズキ     | 7    | 0    | 0      | 0  | 0  | 11       | 10位         |
| 1987年   | 500cc  | ホンダ     | 15   | 0    | 1      | 0  | 0  | 47       | 8位          |
| 1988年   | 500cc  | ホンダ     | 14   | 0    | 0      | 0  | 0  | 110      | 9位          |
| 1989年   | 500cc  | ホンダ     | 15   | 1    | 1      | 0  | 1  | 122      | 6位          |
| 1990年   | 500cc  | ホンダ     | 9    | 0    | 1      | 0  | 0  | 63       | 11位         |
| 1991年   | 250cc  | アプリリア | 14   | 1    | 2      | 1  | 0  | 107      | 7位          |
| 1992年   | 250cc  | アプリリア | 13   | 3    | 6      | 4  | 3  | 119      | 3位          |
| 1993年   | 250cc  | ヤマハ     | 14   | 0    | 0      | 0  | 0  | 106      | 10位         |
| 1995年   | 500cc  | カジバ     | 1    | 0    | 0      | 0  | 0  | 6        | 27位         |
| 合計     |        |            | 102  | 5    | 11     | 5  | 4  | 691      |              |

### スーパーバイク世界選手権
| シーズン | バイク            | 出走 | 優勝 | 表彰台 | PP | FL | ポイント | シリーズ順位 |
| -------- | ----------------- | ---- | ---- | ------ | -- | -- | -------- | ------------ |
| 1995     | ドゥカティ・916   | 23   | 1    | 4      | 0  | 4  | 167      | 8位          |
| 1996     | ドゥカティ・916   | 23   | 2    | 6      | 2  | 1  | 223      | 6位          |
| 1997     | ドゥカティ        | 22   | 3    | 6      | 3  | 7  | 209      | 7位          |
| 1998     | ドゥカティ・996   | 24   | 5    | 10     | 2  | 5  | 293.5    | 4位          |
| 1999     | スズキ・GSX-R750  | 26   | 2    | 6      | 1  | 3  | 251      | 6位          |
| 2000     | スズキ・GSX-R750  | 26   | 1    | 10     | 0  | 4  | 258      | 4位          |
| 2001     | スズキ・GSX-R750  | 25   | 1    | 2      | 0  | 2  | 232      | 7位          |
| 2002     | ドゥカティ・998RS | 22   | 0    | 1      | 0  | 0  | 167      | 8位          |
| 2003     | ドゥカティ・998RS | 24   | 1    | 7      | 1  | 2  | 197      | 7位          |
| 2004     | ドゥカティ・998RS | 22   | 1    | 9      | 1  | 3  | 243      | 5位          |
| 2005     | ホンダ・CBR1000RR | 21   | 0    | 0      | 0  | 0  | 131      | 10位         |
| 2006     | ホンダ・CBR1000RR | 18   | 0    | 0      | 0  | 0  | 17       | 22位         |
| 合計     |                   | 276  | 17   | 61     | 10 | 29 | 2388.5   |              |